# ローレンス・ジョナサン・コーエン
ローレンス・ジョナサン・コーエン（Laurence Jonathan Cohen、1923年5月7日 - 2006年9月26日）はイギリスの哲学者。

## 経歴
ロンドンの名門パブリックスクールであるセントポールズスクールを卒業後、オックスフォード大学ベリオール校に進学。
第二次世界大戦中の1942年から1945年までイギリス海軍情報部に勤務。東南アジア戦役に従軍。イギリス海軍義勇軍予備役戦時大尉。
1947年から1950年までエディンバラ大学で論理学および形而上学の助講師、1950年から1957年までセント・アンドルーズ大学で哲学の講師を務めた。1952年から1953年までコモンウェルス基金から奨学金を得てプリンストン大学およびハーバード大学で研究。1957年から1990年までオックスフォード大学クイーンズ・カレッジで特別研究員(praelector)。1973年から2006年までオックスフォード大学の論理学・哲学専門図書館館長。
1973年、イギリス学士院会員に選出される。1974年、ブナイ・ブリスオックスフォード・ロッジ会長。1977年から1979年までイギリス科学哲学会会長。1987年から91年まで国際科学史・科学哲学会会長。
途中、1952年にヘブライ大学客員講師、1967年にコロンビア大学客員教授、1972年にイェール大学客員教授、1988年にノースウェスタン大学客員教授、1980年にオーストラリア国立大学客員研究員。
1982年から84年までオックスフォード大学でイギリス学士院奨励研究員（人文学）(British Academy Reader in Humanities)を務めた後、1985年から1990年までオックスフォード大学クイーンズ・カレッジでシニア・チューター（教務部長）職に就いた。
1987年から1991年までイギリス科学論理・科学方法論・科学哲学委員会議長。1994年から1996年までイギリス学士院Ｋ（哲学）部門議長。

## 思想
コーエン哲学の中心課題は、権力についての考察と理性の使用についての分析である。彼は裁判や学術的審理において十分な証明が行われているか専門的な調査をおこなうにあたって、どうすれば理性を適切に用いることができるかを検討した。
コーエンの最初の著作は1954年に出版された『世界市民の原理』であり、これは政治哲学の書であった。その後1962年刊行の『意味の多様性』では「それはどういう意味か」という質問が何を意味しているのかを検討し、言語哲学および社会学の分野にも視野を広げた。
代表作『蓋然性と証明可能性』（1977年）では、例えば陪審員が決断するときの方法として帰納的推論を推奨した。コーエンによれば人間には、既知の個別の知識から一般的結論を導く（すなわち帰納的推論）際に関連するすべての要素を考慮に入れる能力があるが、この過程はたいへん複雑であるので、ひとつの論理学的な等式では表現できない。とはいえそれらの推論方法を精査することはできるし、ある程度まで分類することもできる。 
コーエンは臨床的研究や科学的研究の分野では、証明とは何かという問題にも手を染めた。1992年刊行の『信念と是認』では、人々が前提としていることがらの基礎を検討した。結局のところコーエンにとって人間の推論とは、決して完璧には至らないものの、基本的な有効性を備えていると考えられたのである。

## 著作
- The Principles of World Citizenship, 1954
- The Diversity of Meaning, 1962
- The Implications of Induction, 1970
- The Probable and the Provable, 1977
- Applications of Inductive Logic, 1980（共編）
- Logic, Methodology and Philosophy of Science, 1982（共編）
- The Dialogue of Reason, 1986
- An Introduction to the Philosophy of Induction and Probability, 1989
- An Essay on Belief and Acceptance, 1992
- Knowledge and Language, 2002